# 伊藤豊次

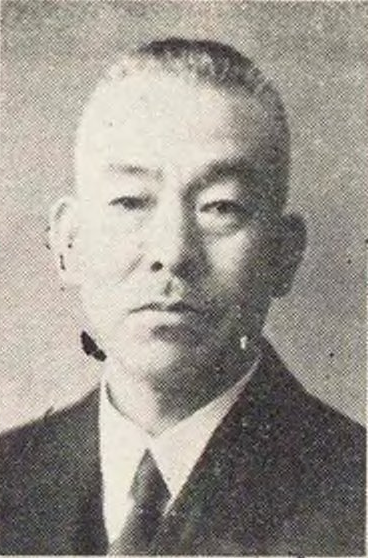
伊藤豊次

伊藤 豊次（いとう とよじ、1893年（明治26年）6月27日 - 1962年（昭和37年）11月2日）は、日本の実業家・政治家。北海道札幌市出身。伊藤組土建初代代表取締役社長。北海道庁立札幌中学校卒。

## 来歴
病弱だったため、進学を断念。伊藤組に入社し、同社・支配人田中銀次郎が教育。1920年に外遊し、近代的な土木建築経営を身近に見て翌年帰国。1923年父より家督を相続し、組報第一号刊行。設計部門を置き、鉄筋コンクリート造建築に脱皮を図る。組織も建築部・設計部・木材部・造材部と部制を敷き、さらに、伊藤組土建・伊藤組木材・伊藤組鉄工・伊藤組農林に発展させ設立させる。1946年、北海道多額納税者として貴族院多額納税者議員に互選され、同年10月2日に就任し、同和会に所属し1947年5月2日の貴族院廃止まで在任。1946年、札幌商工会議所第9代会頭・北海道商工会議所連合会会頭にも就任し、「北海道経済界のドン」と呼ばれた。業績でも鉄道敷設工事の建設部門指名業者で相生線・長輪線・江差線・札沼線などの駅舎、札幌北5条跨線橋、札沼線石狩川鉄橋を竣功。さらに、北海道大学恵迪寮や講堂、第一銀行札幌支店、北海道拓殖銀行松風町支店などを竣工させた。1956年に社長職を伊藤義郎に譲り、同社会長となる。
1937年札幌土木建築業組合の設立に参画し3代組合長。1957年社団法人北海道建設業協会会長（～1961年）。この他、札建工業社長や北海道機械開発会長、北海道建設会館社長、NHK経営委員会委員、北海道グライダー協会会長などを歴任した。1962年に69歳で死去した。

## 人物
性格は合理主義者で、役所には工事を貰いには絶対に行かず、父同様、伊藤組土建の従業員の夏季には建築現場、冬季は造材現場に向わせて通年雇用を実現した。

## 親族
妻は田中銀次郎の娘。父は伊藤亀太郎、子息に長男・伊藤義郎がいる。

## エピソード
- 税金は「日本国民である以上は収めるべき」として、1953年には日本長者番付8位にランクインした。
- 私用・公用問わず、自動車が嫌いで、いつも自転車や市電などを使い、会議には1分も遅れることなく、「日曜日はオフの日」として面会謝絶し自宅でくつろいだという。また、松雪庵の蕎麦を愛好。
- 遺言により葬儀は一切の供花供物を断り、6000の白菊を飾ったのみという。